# Gregory Meeks
Gregory Weldon Meeks (Nueva York, 25 de septiembre de 1953) es un político estadounidense y actual representante por el estado de Nueva York desde 1998. Es miembro del Partido Demócrata. 
Ejerció como representante de la Asamblea del Estado de Nueva York del Distrito 31. Posteriormente miembro de la Cámara de Representantes de Nueva York por el Distrito 6 y ahora por el Distrito 5. El distrito anteriormente incluía, en el último congreso, la mayor parte del sureste de Queens, incluyendo Jamaica, Laurelton, Rosedale, Cambria Heights, Saint Albans, Springfield Gardens, The Rockaways y el Aeropuerto Internacional John F. Kennedy. Su distrito está compuesto en gran parte por comunidades afroamericanas y antillanas americanas de clase trabajadora, media y media alta, pero también incluye una pequeña parte de Ozone Park y parte de Howard Beach conocida como Old Howard Beach, ambas de que son comunidades predominantemente italoestadounidenses de clase media. Además, representó gran parte de los Kew Gardens y el norte de Richmond Hill, así como la parte occidental de la península de Rockaway, en gran parte irlandesa estadounidense.

## Carta a Tirofijo
El 20 de diciembre de 2007, junto con otros dos representantes (Bill Delahunt y Jim McGovern), Meeks escribió una carta agradeciendo al jefe de la guerrilla colombiana de izquierda FARC (Fuerzas Armadas Revolucionarias de Colombia) por la entrega de pruebas que confirmaron la supervivencia de varios de los 45 rehenes que los grupos terroristas mantuvieron cautivos (incluidos tres ciudadanos estadounidenses), algunos de ellos durante más de una década. El gobierno de Estados Unidos y la Unión Europea consideran a las FARC una organización terrorista. 

## Acusaciones de corrupción

### Informe CREW 2013
En 2013, Ciudadanos por la Responsabilidad y la Ética en Washington nombró a Meeks como uno de los políticos más corruptos de Washington. Esto fue como resultado de las afirmaciones de que compró una casa por más de $150,000 menos de lo que valía, se reunió con el expresidente venezolano Hugo Chávez en nombre de un donante, y no reveló un préstamo privado en los estados financieros del Congreso.

### Arrendamiento de auto del Congreso
The New York Times informó que Meeks utilizó la opción de usar dólares de los impuestos para arrendar un automóvil para usarlo como miembro del Congreso. Esta opción no existe para los miembros del Senado. Muchos miembros del Congreso renuncian al contrato de arrendamiento, pero Meeks ha tenido el contrato de arrendamiento más caro de todos los miembros. Ha utilizado el dinero de los impuestos para arrendar un Lexus LS 460 2007 por $998 al mes. Meeks no estuvo dispuesto a proporcionar más comentarios cuando Times le preguntó sobre el acuerdo de arrendamiento, diciendo: "Estas nunca son historias alegres".